# Humbligny
Humbligny är en kommun i departementet Cher i regionen Centre-Val de Loire i de centrala delarna av Frankrike. Kommunen ligger  i kantonen Henrichemont som tillhör arrondissementet Bourges. År 2022 hade Humbligny 182 invånare.

## Befolkningsutveckling
Antalet invånare i kommunen Humbligny
Referens:INSEE